# زئيف بين آريه
زئيف بين آريه (بالعبرية: זאב בן אריה‏) هو مترجم ودبلوماسي إسرائيلي، ولد في 30 أكتوبر 1945 في خاركيف في أوكرانيا.